# Juliana Duque
Juliana Duque (Salvador, 2 de outubro de 1995), é uma velejadora brasileira que é medalhista dos Jogos Pan-Americanos.

## Trajetória esportiva
Em 2019, a atleta conquistou o bronze nos Jogos Pan-Americanos, na classe Snipe. Ela foi parceira do brasileiro Rafael Martins. Os brasileiros concluíram a competição com 35 pontos perdidos, apenas um a mais que os uruguaios, que ficaram com a medalha de prata. Foi a primeira medalha pan-americana de Juliana Duque. 